# Eublemma patula
Eublemma patula là một loài bướm đêm trong họ Erebidae.